# 丁日生
丁日生（？—？），江苏常熟人，清朝政治人物。副贡出身。
道光十年九月，擔任清朝廣東省潮州府豐順縣知縣。后由許炳接任。